# البزازة (أولاد ايعيش)
البزازة هي إحدى مشيخات المملكة المغربية، تتبع جغرافيا لإقليم بني ملال وإداريًا لأولاد ايعيش. يقدر عدد سكانها بـ 5522 نسمة حسب الإحصاء الرسمي للسكان والسكنى لسنة 2004.